# Tillandsia aeranthos
Tillandsia aeranthos är en gräsväxtart som först beskrevs av Jean Loiseleur-Deslongchamps, och fick sitt nu gällande namn av Lyman Bradford Smith. Tillandsia aeranthos ingår i släktet Tillandsia och familjen Bromeliaceae. Inga underarter finns listade i Catalogue of Life.

## Bildgalleri

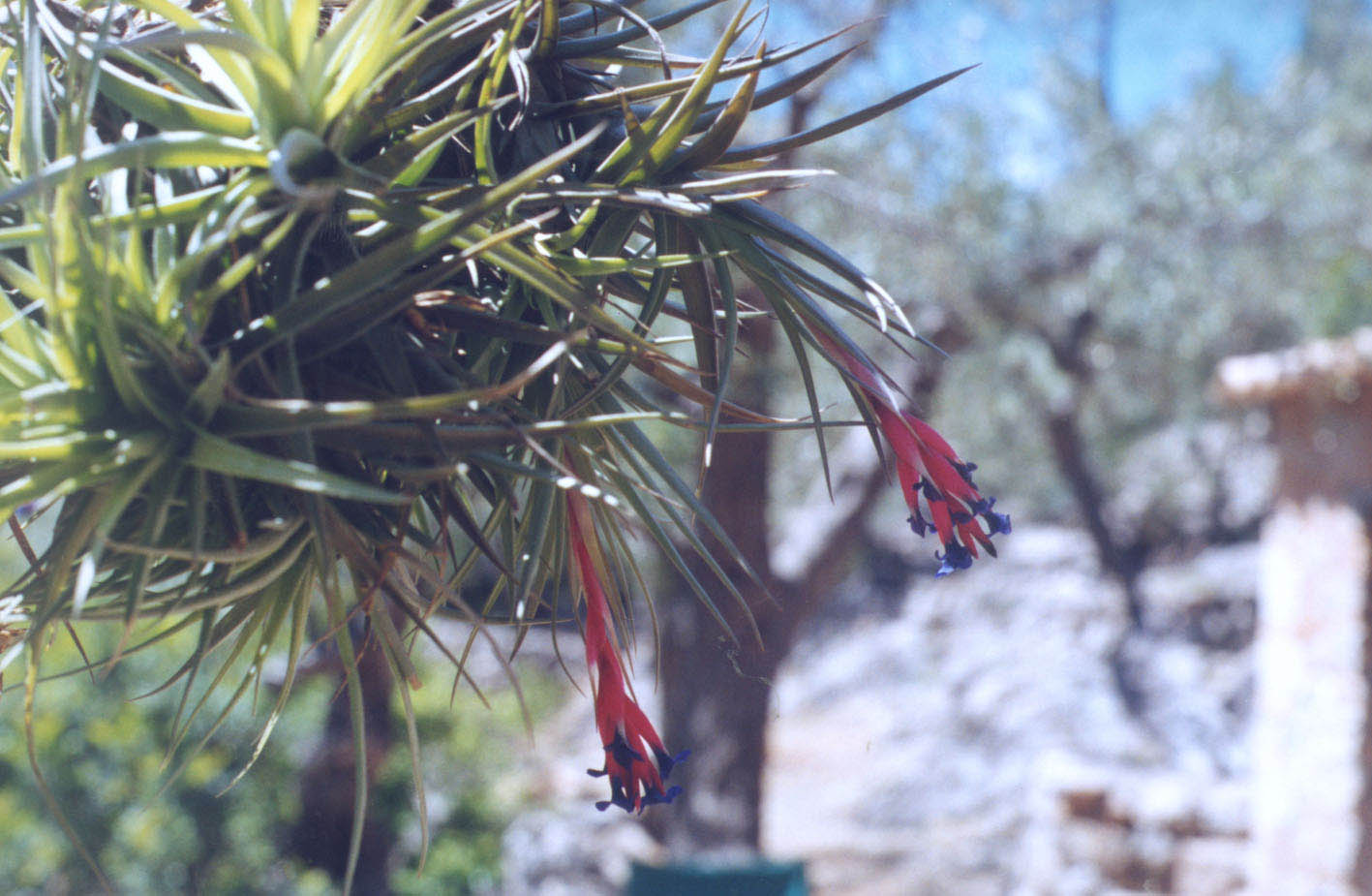
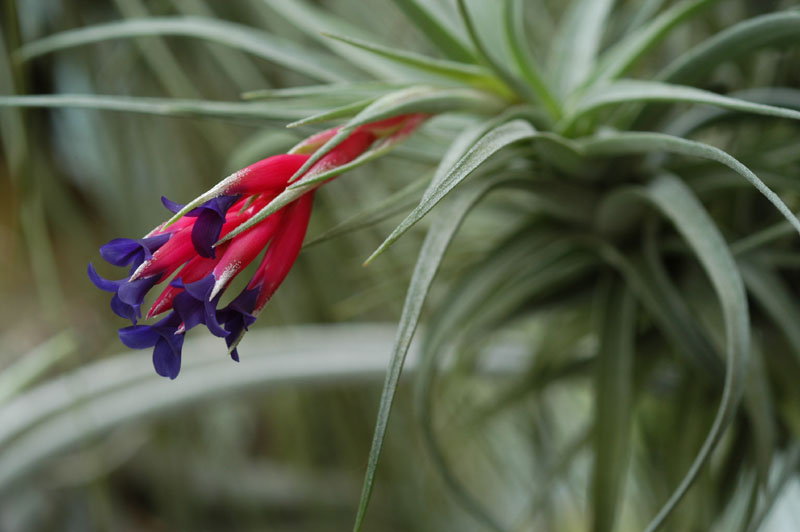
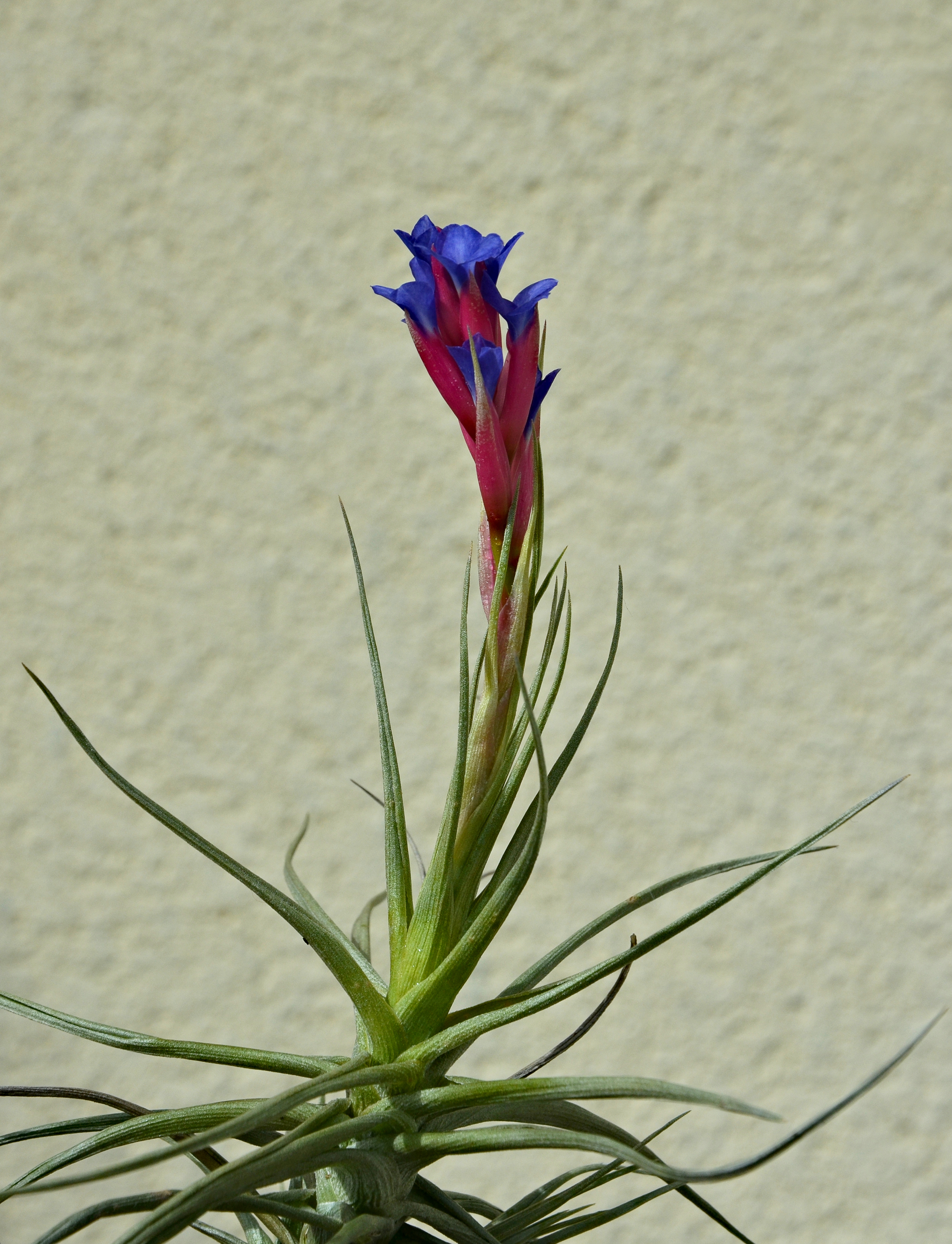
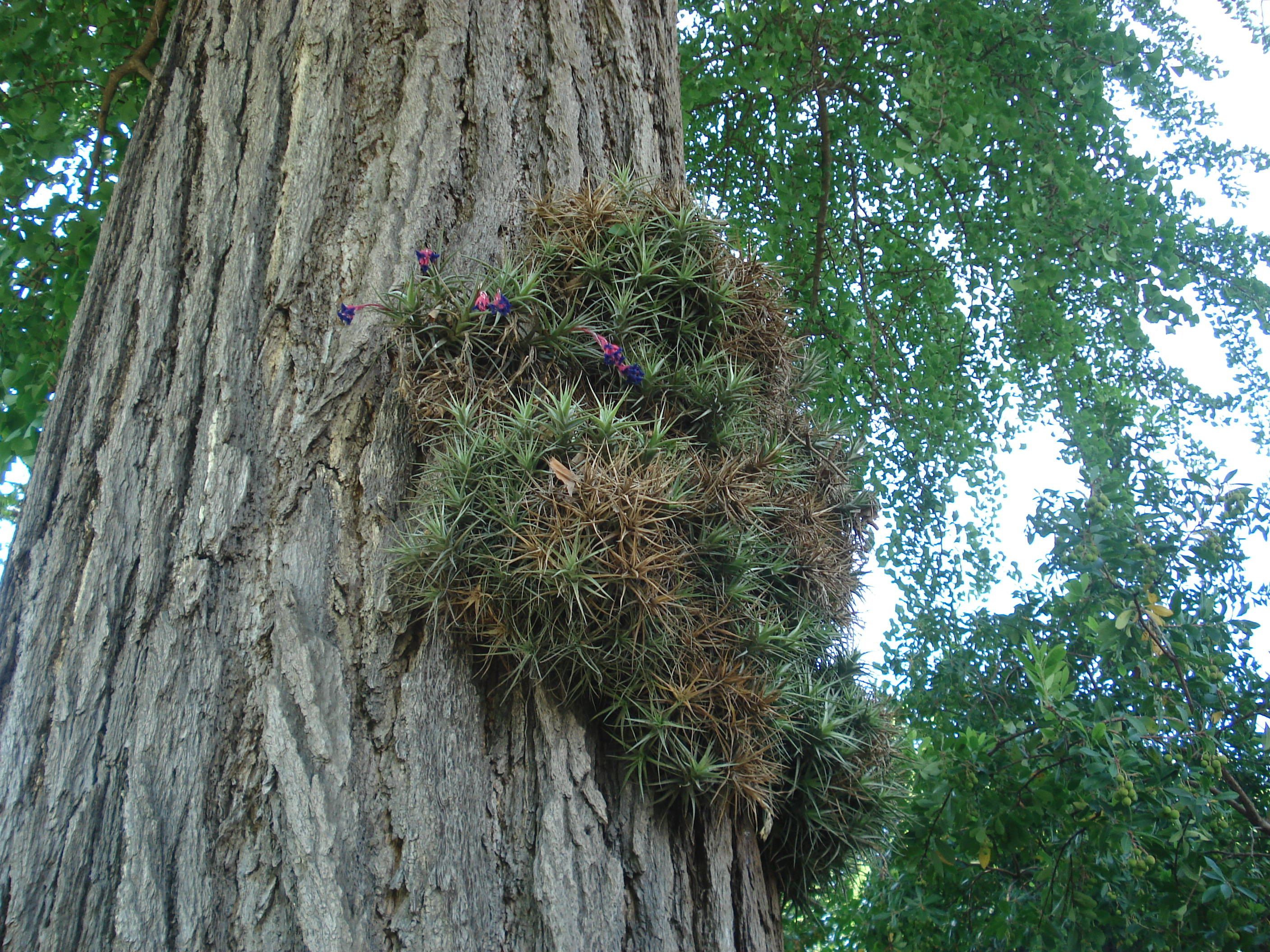
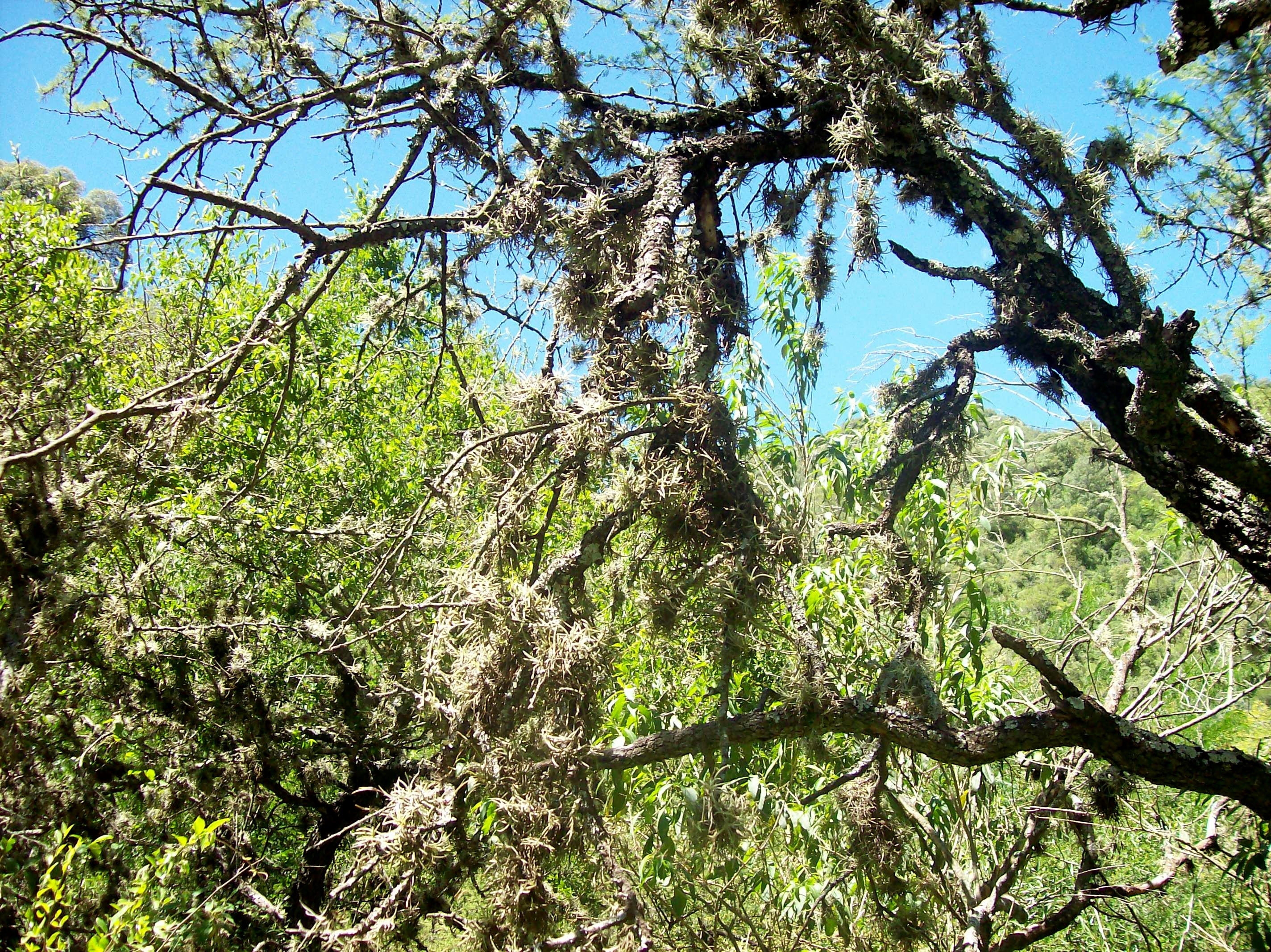